# 290
290 (CCXC) var ett normalår som började en onsdag i den julianska kalendern.

## Händelser

### Okänt datum
- Diocletianus och Maximianus träffas i Milano på femårsdagen av deras gemensamma styre, för att diskutera sina framgångar och misslyckanden.
- Jin Huidi efterträder Jin Wudi som kejsare av Kina.